# Pieter Neefs, o Velho

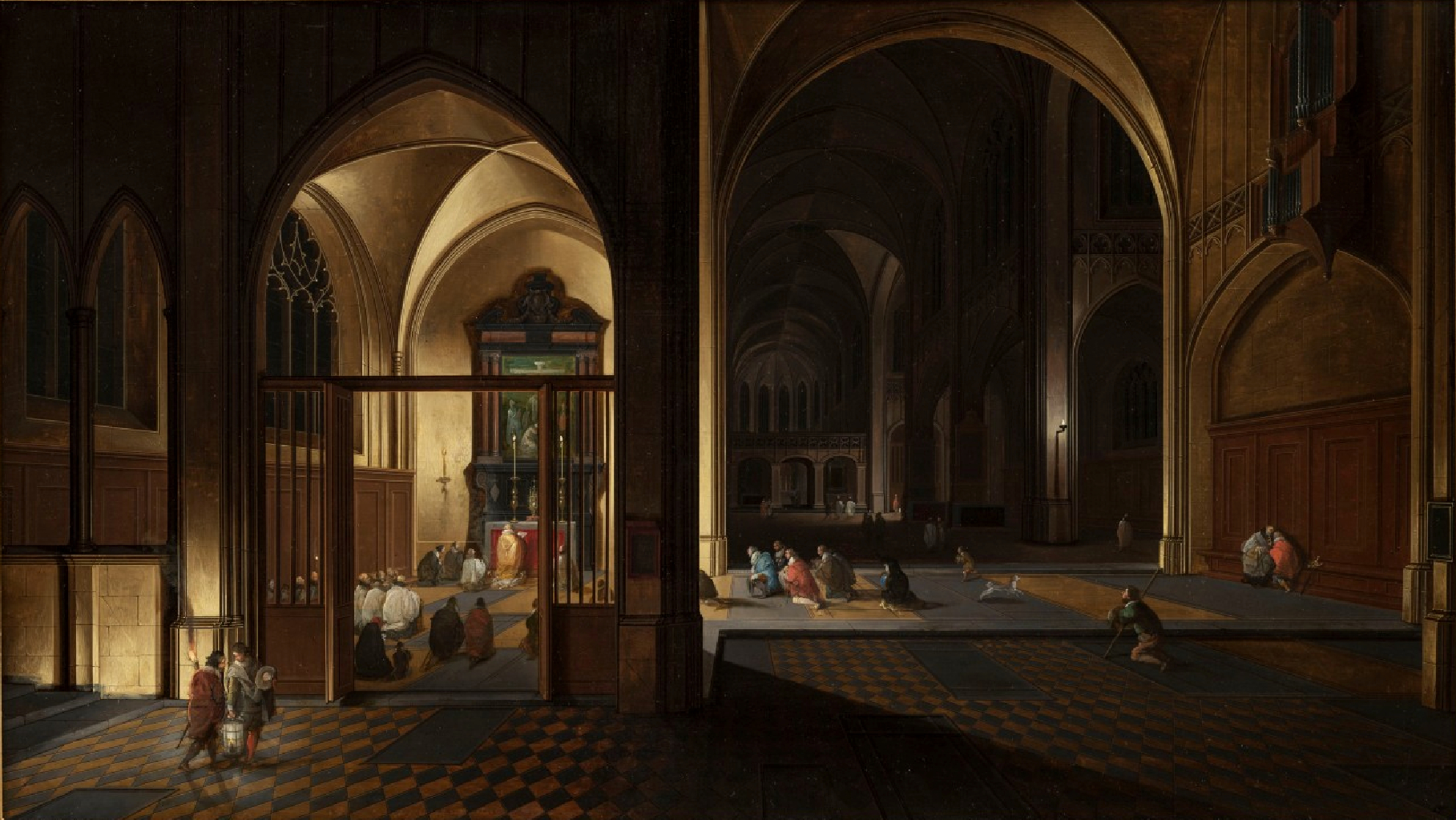
Interior de Igreja

Pieter Neefs, o Velho ou Pieter Neeffs, o Velho (Antuérpia, c. 1578 – Antuérpia, após 1656 antes de 1661) foi um pintor flamengo especializado em pinturas de arquitetura de interiores de igrejas. Trabalhou em Antuérpia e foi influenciado pelos trabalhos de pintores de arquitetura holandeses como Hendrik van Steenwijk, o Velho e o Jovem.

## Vida
Acredita-se que nasceu em Antuérpia. Em 1610, tornou-se mestre na Guilda de São Lucas local. Especializou-se na pintura de interiores de igrejas, gênero que era pouco praticando em Flandres. Teve cinco filho, sendo dois pintores: Lodewijk e Pieter. Teve um único aluno: Laureis de Cater. Morreu em alguma data entre fevereiro de 1656 e 1661, de acordo com o biógrafo Cornelis de Bie na obra Het Gulden Cabinet.

## Obra
Foi especialista em pinturas de arquitetura interior de igrejas e catedrais. Sua obra mostra a influência dos pintores holandeses Hendrik van Steenwijk I, o Velho e o Jovem, o que levou alguns historiadores de arte a acreditar que ela possa ter sido aprendiz de um desses pintores.
Os pintores da Família Neefs são considrados representantes da escola de Antuérpia de pintores de arquitetura, estilo também adotado por Dirck van Delen e Bartholomeus van Bassen. A maioria de sua composições retrata igrejas e catedrais imaginárias, utilizadas como propaganda da Contra-Reforma.. As imagens de pessoas em suas composições eram pintadas por Frans Francken, o Jovem, Frans Francken III, Jan Brueghel, o Jovem, Sebastiaen Vrancx, Adriaan van Stalbemt, David Teniers, o Jovem, Gonzales Coques e Bonaventura Peeters, o Velho.